# Apteronotus galvisi
Apteronotus galvisi es una especie de pez cuchillo eléctrico, de la familia Apteronotidae, endémico de Colombia.

## Descripción
Alcanza 18,4 cm, de longitud. El cuerpo es de color marrón,  en hembras, de manera uniforme coloración del cuerpo marrón, excepto ua banda de color blanco o amarillo en la barbilla y las superficies dorsal de la cabeza y el cuerpo y una banda pigmentada que rodea la base de la aleta caudal y la boca y se extiende posteriormente más allá de la vertical que pasa por el margen posterior del ojo.
Tiene capacidad de producir campos eléctricos. 
Es comercializada como pez ornamental en el área del piedemonte.

## Hábitat
Vive en ríos de tierras bajas con aguas claras, con fondo rocoso y una fuerte corriente del piedemonte de la Orinoquia, en la cuenca del río Meta.